# Søre Tobbeholmane
Søre Tobbeholmane est une île norvégienne du comté de Hordaland appartenant administrativement à Austevoll.

## Description
Rocheuse et couverte d'une légère végétation, elle s'étend sur environ 285 m de longueur pour une largeur approximative de 158 m.